# Theodard von Maastricht

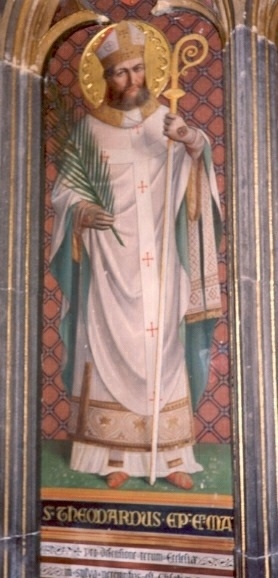
Der Hl. Theodard von Maastricht im Nazarenerstil, um 1860, in der Kathedrale von Lüttich.

Theodard von Maastricht, auch Diethardt (* um 618 bei Speyer; † 10. September 670 in Rülzheim, heutiger Landkreis Germersheim) war Bischof von Tongern-Maastricht und gilt in der römisch-katholischen Kirche als Märtyrer.
Theodard (Diethardt) wird als Heiliger verehrt und gilt als Schutzpatron der Viehhändler und der Stadt Maastricht. Sein Festtag ist der 10. September.

## Herkunft und Werdegang
Theodard war der Überlieferung nach ein Schüler des Hl. Remaclus, des Gründers und Abtes der Klöster Stablo und Malmedy sowie Bischofs von Maastricht. In diesen beiden Klöstern soll Theodard als Stellvertreter von Remaclus gewirkt haben, bevor dieser sich um 660 völlig nach Stablo zurückzog und Theodard zum Bischof von Maastricht bestellen ließ.
Theodard erzog den Hl. Lambert, einen Grafensohn, der sein Neffe oder zumindest mit ihm verwandt gewesen sein soll.

## Bischof und Martyrer
Als Bischof Theodard sich bei König Childerich II. gegen die Bedrückung und Plünderung seines Bistums durch fränkische Adelige beschweren wollte, wurde er auf der Reise im Bienwald südlich Speyer, laut beständiger Überlieferung bei Rülzheim, von Heiden erschlagen. Es wird vermutet, dass die Ermordung im Auftrag der Adeligen erfolgte, über die sich der Bischof beim Herrscher beklagen wollte. Die Leiche des Oberhirten wurde zunächst am Tatort beigesetzt, später von seinem Schüler und Nachfolger, dem heiligen Lambert, nach Lüttich überführt. Theodard wurde ab seiner Ermordung als Martyrer und Heiliger verehrt. An der Todes- und ersten Grabstätte bei Rülzheim entstand eine Kapelle, das sogenannte Dieterskirchel. Der Ort wurde zu einer bis heute besuchten Wallfahrtsstätte und ist eine der ältesten im Bistum Speyer.
Als Todesdatum ist der 10. September aus den ältesten Quellen überliefert, an diesem Tag ist auch das liturgische Fest und der kalendarische Namenstag. Während früher das Todesjahr 668 oder 669 angenommen wurde, geht man inzwischen davon aus, dass es frühestens 670, spätestens 672 war, denn noch 669/70 beauftragte König Childerich II. den Bischof Theodard, die den Klöstern Malmedy und Stablo geschenkten Wälder zu vermessen.

## Nachfolger
Die Würdenträger des Hofes König Childerich II. schlugen Lambert als Theodards Nachfolger auf dem Bischofsstuhl von Maastricht vor. Auch er wurde später ermordet.

## Reliquien
Bischof Lambertus holte die sterblichen Überreste seines Vorgängers und Gönners Theodard persönlich bei Speyer ab und setzte sie in einer ihm gehörenden Hauskapelle auf seinem Landgut, dem nachmaligen Lüttich bei. Dort wurde er später auch selbst ermordet und sein Nachfolger St. Hubertus ließ ihm hier eine Kirche errichten, in die man seinen Leichnam überführte. Nach dort verlegte Bischof Hubertus schließlich den Maastrichter Bischofssitz und Lüttich wuchs zur Metropole. Die Lütticher Grabeskirche von St. Lambert barg auch das Grab des Hl. Theodard. 722 wurden die Gebeine der 705 verstorbenen und als Heilige verehrten Klosterfrau Madelberta (auch Amalberte) nach Lüttich überführt und im „Schrein (Grabkapelle) des Hl. Theodard“ beigesetzt. Sicher stand sie in einer besonderen Beziehung zu St. Theodard, möglicherweise waren sie miteinander verwandt.

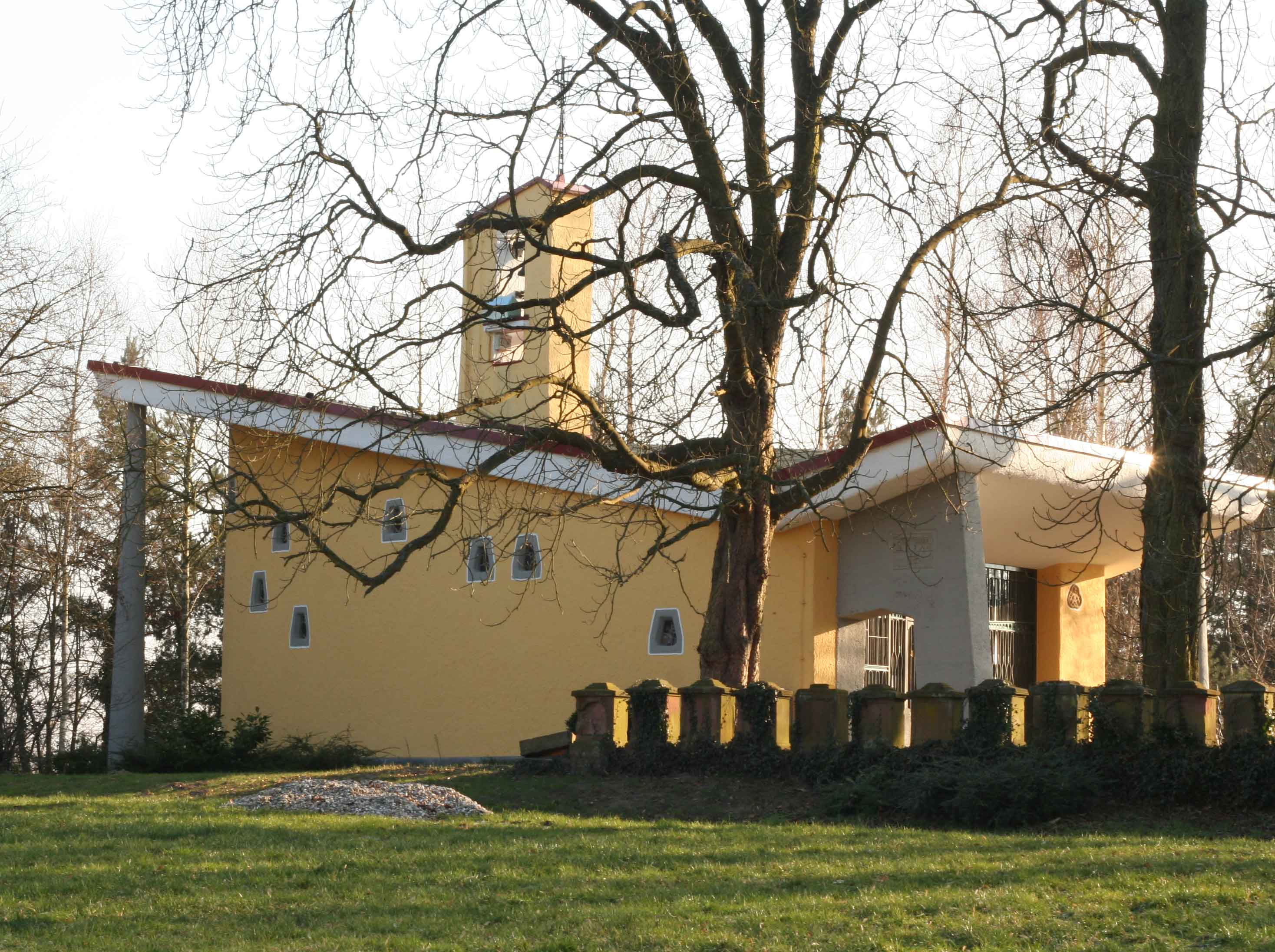
Das neue Dieterskirchel bei Rülzheim, Wallfahrtsstätte des Hl. Theodard im Bistum Speyer, an der Mordstelle des Heiligen.

Theodards Reliquien wurden 1489 erhoben und neu gefasst. Bis auf wenige Reste hat man sie zur Zeit der französischen Revolution vernichtet, geringe Teile davon befinden sich derzeit noch im Domschatz von Lüttich. Als 1957 das im 19. Jahrhundert geschleifte „Dieterskirchel“ bei Rülzheim neu erbaut wurde, erhielt es ebenfalls Reliquien des Hl. Theodard, die nun wieder dort verehrt werden.
In der Diözese Speyer hat der Hl. Theodard einen eigenen Gedenktag mit spezieller Liturgiefeier im Diözesankalender.